# Radeweise-Straußdorf

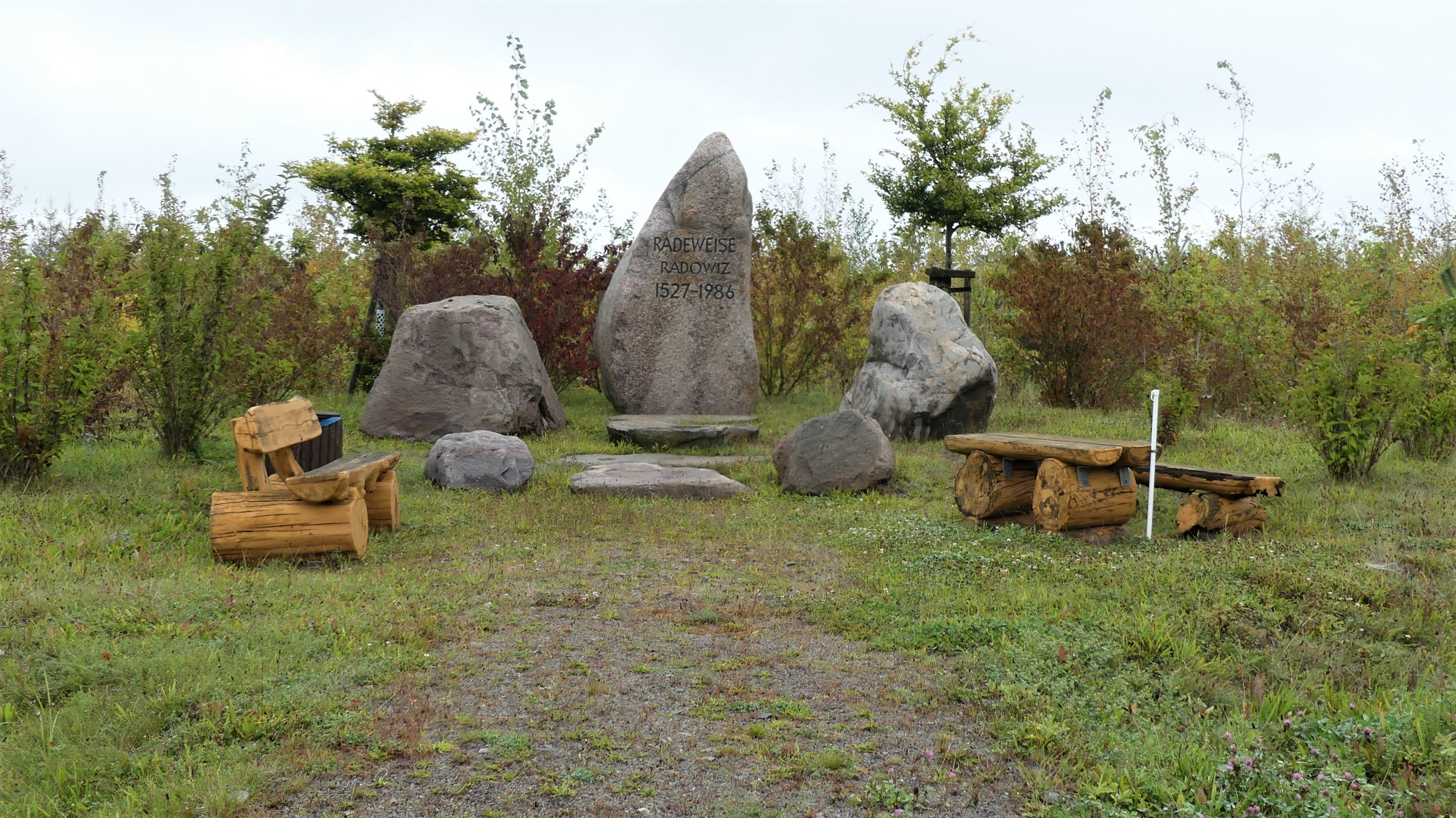
Erinnerungsstätte für Radeweise (2017)

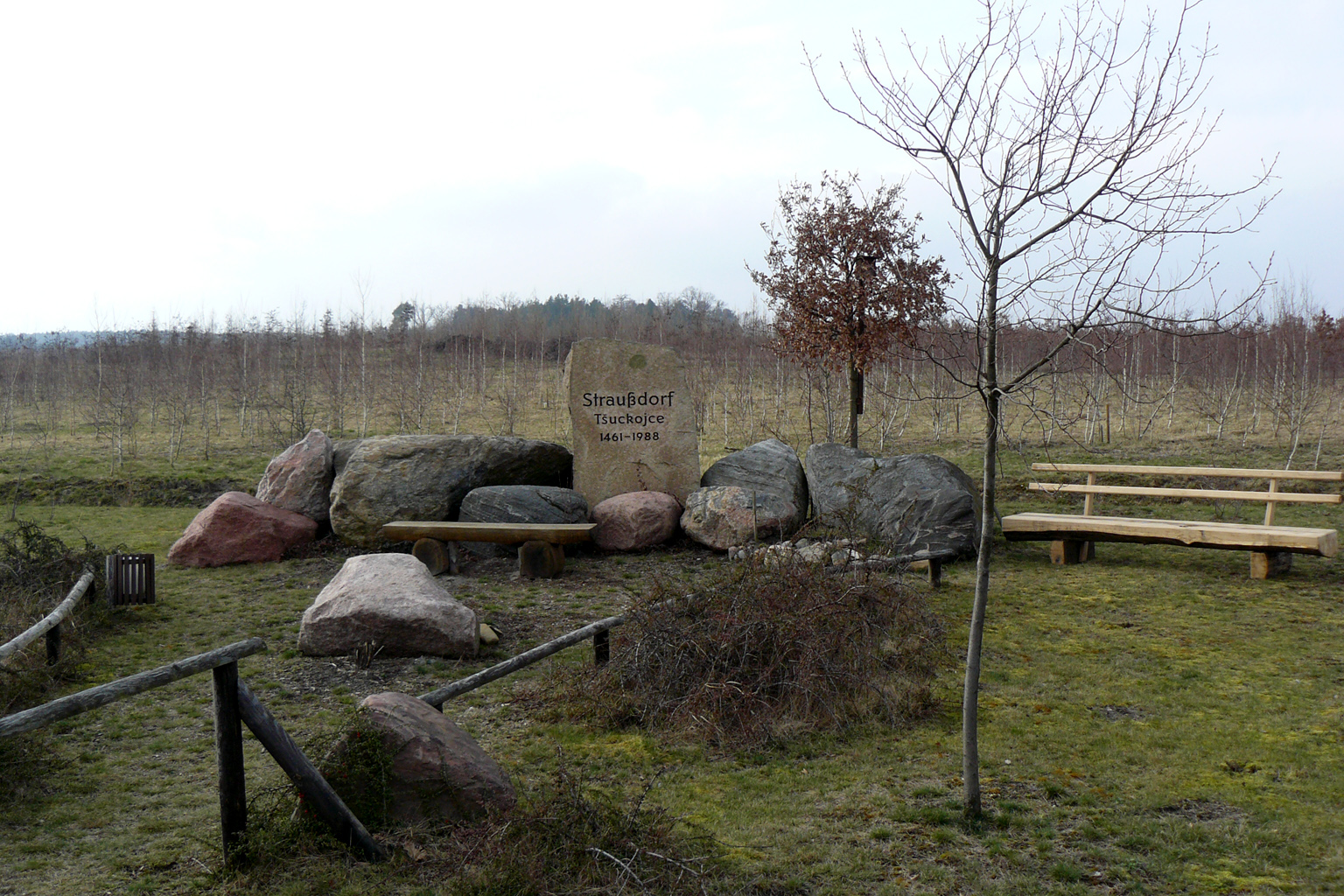
Gedenkstein für Straußdorf im ehemaligen Ortszentrum (2008)

Radeweise-Straußdorf, niedersorbisch Radojz-Tšuckojce, war eine Gemeinde im damaligen Kreis Spremberg im Bezirk Cottbus der DDR. Sie entstand am 1. Januar 1967 durch die Fusion der bis dahin eigenständigen Gemeinden Radeweise und Straußdorf und wurde am 31. Dezember 1985 nach Spremberg eingemeindet. Die beiden Dörfer wurden 1986 (Radeweise) und 1988 (Straußdorf) für die Braunkohleförderung im Tagebau Welzow-Süd devastiert.

## Geografie
Die Gemeinde Radeweise-Straußdorf lag in der Niederlausitz, rund acht Kilometer nordwestlich des Stadtzentrums von Spremberg und 16 Kilometer südwestlich von Cottbus. Die Gemeinde grenzte zum Zeitpunkt ihrer Gründung im Norden an Rehnsdorf, im Osten an Klein Buckow und Groß Buckow, im Süden an Stradow und im Westen an Wolkenberg und den Ortsteil Papproth der Gemeinde Jehserig. Zur Gemeinde gehörten die Ortsteile Radeweise und Straußdorf. Zum Ortsteil Radeweise gehörte die Siedlung Kutzermühle.

## Geschichte
Das Rundlingsdorf Straußdorf wurde im Jahr 1461, das Haufendorf Radeweise im Jahr 1527 erstmals urkundlich erwähnt. Im Mittelalter gehörte Straußdorf zur Herrschaft Cottbus und somit zur Mark Brandenburg, während Radeweise zum Markgraftum Niederlausitz gehörte, das erst böhmisch war und 1635 an das Kurfürstentum Sachsen kam. Erst ab 1807 waren beide Dörfer sächsisch, durch den Wiener Kongress kamen sie schließlich zum Königreich Preußen. Dort gehörten sowohl Radeweise als auch Straußdorf zum Landkreis Spremberg (Lausitz). Bei der DDR-Kreisreform am 25. Juli 1952 wurden beide Gemeinden dem Kreis Spremberg im Bezirk Cottbus zugeordnet.
Am 1. Januar 1967 schlossen sich Radeweise und Straußdorf zur Gemeinde Radeweise-Straußdorf zusammen. Bei der ersten Volkszählung nach der Fusion am 1. Januar 1971 hatte die Gemeinde 231 Einwohner. Im gleichen Jahr wurde Radeweise nach der Grundwasserabsenkung an das Leitungsnetz angeschlossen, in Straußdorf wurde dies 1979 erforderlich. Am 31. Dezember 1981 hatte die Gemeinde nur noch 184 Einwohner. Im Ortsteil Radeweise gab es eine Polytechnische Oberschule, die auch von Kindern aus Straußdorf sowie einigen weiteren Nachbargemeinden besucht wurde. Die Schule wurde 1983 geschlossen. Aufgrund der Braunkohleförderung in der Lausitz waren Radeweise und Straußdorf bereits seit den 1970er Jahren für die Devastierung vorgesehen. In den Jahren 1985 und 1986 wurden die noch in den Orten verblieben Einwohner in eigens für diesen Zweck errichtete Plattenbausiedlungen nach Spremberg umgesiedelt.
Am 31. Dezember 1985 wurde Radeweise-Straußdorf nach Spremberg eingemeindet. Die Gemeinde hatte vor der Umsiedlung etwa 120 Einwohner. Im Ortsteil Radeweise mussten etwa 80 und im Ortsteil Straußdorf 40 Einwohner umgesiedelt werden, viele Einwohner hatten die Gemeinde bereits im Vorfeld verlassen. 1986 verließ der letzte Einwohner den Ortsteil Straußdorf. Ab 1986 wurde zunächst Radeweise und ab 1988 auch Straußdorf für den Tagebau Welzow-Süd abgerissen. Die ehemalige Gemarkungsfläche wurde nach dem Braunkohleabbau wieder zugeschüttet und rekultiviert. Als Teil von Spremberg gehören die Ortsfluren heute zum Landkreis Spree-Neiße in Brandenburg. 1998 wurden in den ehemaligen Ortslagen Gedenksteine aufgestellt.